# Teatr Lalki i Aktora w Wałbrzychu

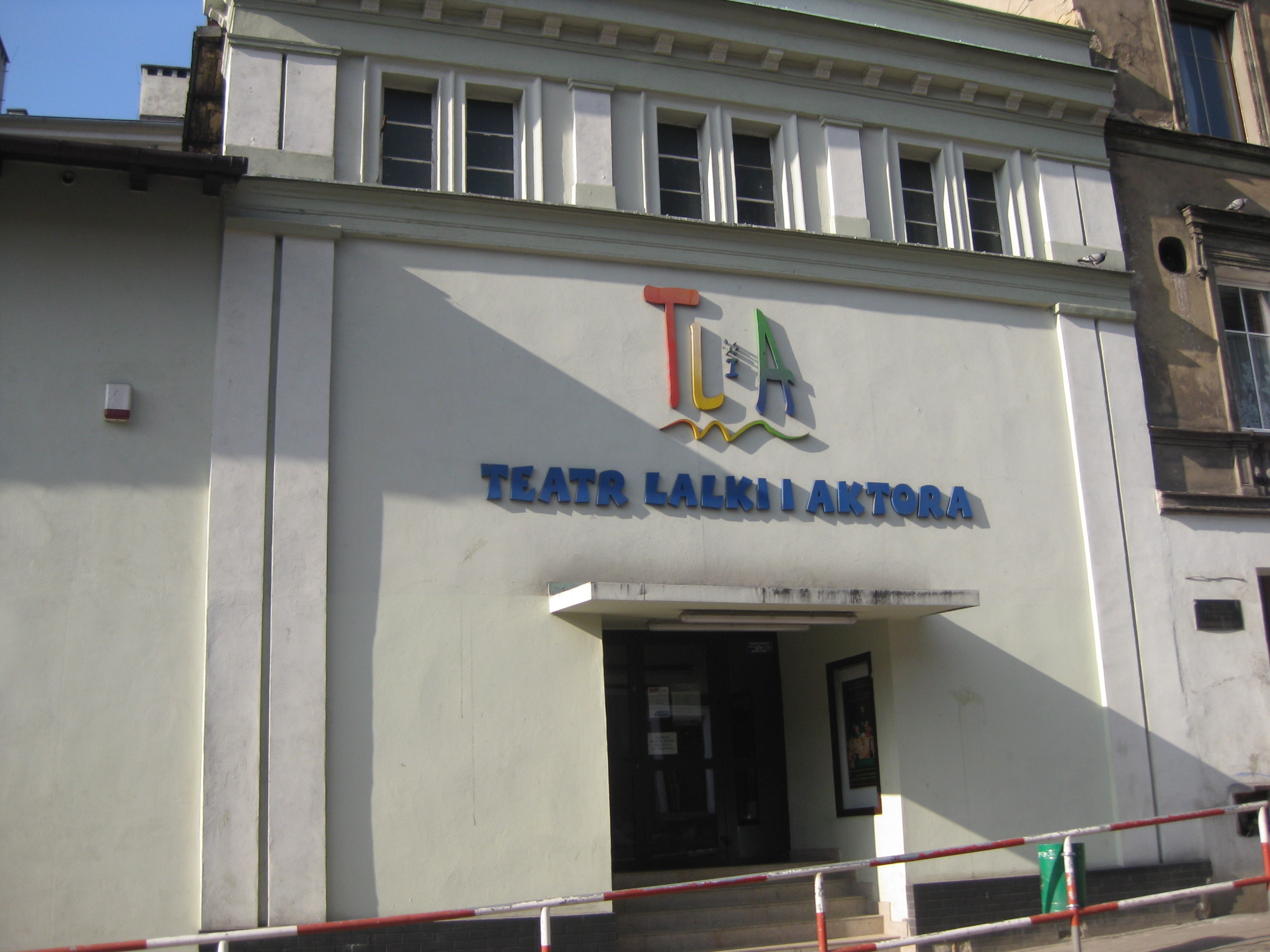
wejście do teatru (2011 r.)

Teatr Lalki i Aktora w Wałbrzychu – miejski teatr powstały w 1945 roku, mieszczący się przy ul. Jana Brzechwy 16 w Wałbrzychu.

## Historia
Historia Wałbrzyskiego Teatru Lalki i Aktora sięga 1945 roku, kiedy to krótko po otwarciu Szkoły Muzycznej nieopodal powstał amatorsko-społeczny Teatr Lalek, a ściśle Teatr Kukiełek. Teatr powstał i narodził się dzięki pasji małżonków Melanii i Tadeusza Karwatów, którzy przed II wojną światową angażowali się w sosnowiecki teatr „Baj-Baj”. Pierwsze próby do premierowego przedstawienia O dzielnym Szewczyku, złotowłosej królewnie, strasznym smoku i królu Goździku odbywały się w prywatnym mieszkaniu Karwatów. Premiera odbyła się w grudniu 1945 roku w sali „Cyganerii” na Podgórzu, będąca w owym czasie salonem miasta Wałbrzycha. W skład pierwotnego zespołu oprócz wspomnianego już Tadeusza Karwata – reżysera, a zarazem kierownika teatru, wchodziły trzy osoby: scenograf Ferdynand Drabik, oraz aktorzy Anna Białas, Melania Karwatowa i Zdzisław Sanecki.
W 1946 roku teatr otrzymał własny lokal w obrębie restauracji „Zacisze”. Równocześnie teatr objeżdżał okoliczne miejscowości, takie jak Kamienna Góra, Boguszów-Gorce, Lubawka, Głuszyca prezentując swe występy. Przygotowywane były kolejne premiery, m.in. Cztery mile za piec Marii Kownackiej, O Wojtku grajku Jana Dormana, czy też Dziad i Baba według Józefa Ignacego Kraszewskiego. 19 października 1947 roku teatr wystawił setne przedstawienie. Od 1948 roku teatr nosił nazwę Miejski Teatr Lalki i Aktora. Dyrektorem nadal był Karwat. Stan ten utrzymał się do roku 1953, kiedy najpierw kierownikiem administracyjnym, a następnie dyrektorem został Alfons Drabent.
W 1951 roku teatr otrzymał dotację ze Społecznego Funduszu Odbudowy Stolicy i zakupił budynek przy ul. Buczka (ob. Jana Brzechwy) 16, który zajmuje do obecnych czasów. Od 1 stycznia 1954 roku teatr przeszedł pod skrzydła Ministerstwa Kultury i Sztuki oraz przyjął nazwę „Państwowy Teatr Lalki i Aktora w Wałbrzychu”. Dyrektorem był wciąż Alfons Drabent (pełnił tę funkcję najdłużej, bo przeszło 20 lat). W 1975 roku Drabent odszedł z powodu choroby na rentę; jego miejsce, jako dyrektor naczelny, zajął wcześniejszy kierownik artystyczny Edward Doszla i pozostał na tym stanowisku do 1978.

## Nagrody i wyróżnienia

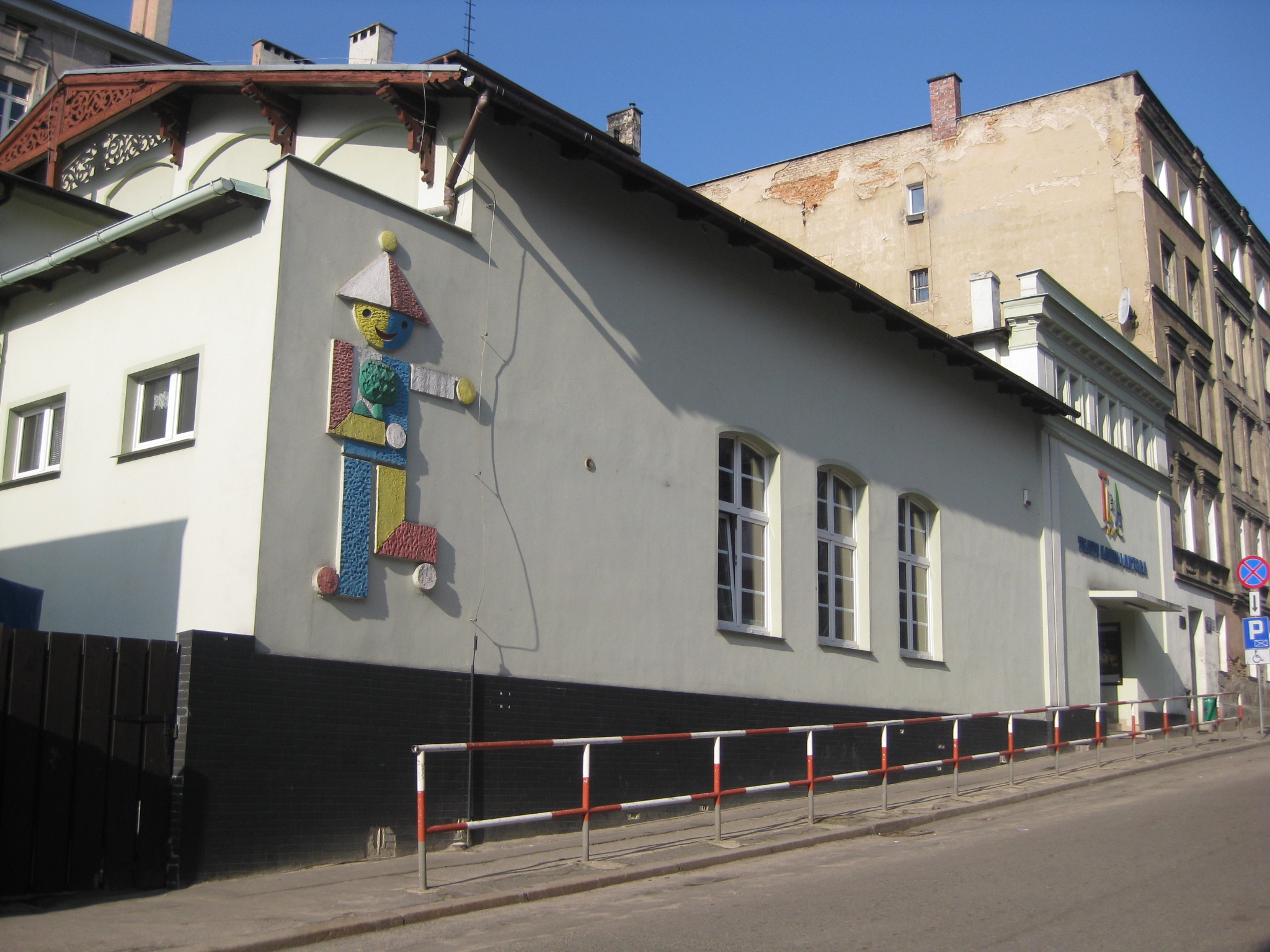
Budynek teatru (2011 r.)

- 1960 – Wojewódzki Przegląd Zespołów Estradowych w Polanicy-Zdroju, I nagroda ze spektakl pt. Wieczór Sentymentalny, otrzymał on też wyróżnienie na Ogólnopolskim Festiwalu Teatrów Poezji we Wrocławiu.
- 1960 – Nagroda dla „Najlepszego Teatru Poezji Ziem Zachodnich” we Wrocławiu
- 1960 – I Ogólnopolski Festiwal Teatrów Lalkowych, E. Doszla – wyróżnienie za reżyserię Młynka do kawy K.I. Gałczyńskiego
- 1962 – I Śląski Festiwal Teatrów Lalkowych w Opolu, E. Doszla – II nagroda za reżyserię – Biwaku z piosenkami
- 1964 – II Festiwal Teatrów Lalek w Opolu, II nagrodą za inscenizację i reżyserię i II nagrodą za scenografię – Awantura w teatrze lalek.
- 1965 – Ogólnopolski Festiwal Sztuk Małoobsadowych w Warszawie, Andrzej Rettinger – II nagroda za reżyserię – Bamba w oazie Tongo
- 1967 – III Śląski Festiwal Teatrów Lalkowych w Opolu, Włodzimierz Dobrowolski, Ali Bunsch – I nagroda za ogólny poziom artystyczny i I nagroda za scenografię – O chłopie co wszystkich zwodził (złoty klucz)
- 1968 – Nagroda Artystyczna Prezydium WRN
- 1972 – Ogólnopolski Konkurs Solistów Teatrów Lalek w Białymstoku, J. Górecka, W. Pietrzyk – II nagroda – Romeo i Julia
- 1984 – Konfrontacje Teatralne VI Biennale Sztuki Dla Dzieci w Poznaniu, zdobywca Srebrnych Koziołków oraz I zespołową nagrodę aktorską, I nagrodę za reżyserię oraz III nagrodę za scenografię – Która Godzina
- 1993 – XVI Ogólnopolski Festiwal Teatrów Lalek w Opolu, nagród oraz dyplom „za szafę”, która realizuje ważną w adaptacji funkcję dramaturgii – Burza w teatrze Gogo.
- 1993 – VIII Łomżyńskie Spotkania Teatrów w Walizce, I nagroda za scenografię – Romeo i Julia.
- 1996 – X Łomżyński Festiwal Teatru w Walizce, I nagroda za scenografię – Dziesięciu Małych Murzynków.

Oprócz tego teatr uczestniczył w licznych festiwalach, konkursach, spotkaniach teatralnych m.in. w Bielsku-Białej, Słupsku, Łomży, Białystok, Krakowie, Rzeszowie i innych. Występował także na estradach światowych m.in. w Niemczech, Czechach, Rumunii, Rosji. Obecnie teatr jest jednym z 22 teatrów lalek w Polsce i jednym z dwóch teatrów lalek na Dolnym Śląsku.